# تفجيرات إسطنبول 2003
تفجيرات في إسطنبول في عام 2003 كانت أربع هجمات بشاحنات ملغومة في أيام 15 و20 نوفمبر 2003، في إسطنبول بتركيا، أسفرت عن 57 قتيل و700 جريح.

## التفجير الأول
في يوم 15 نوفمبر 2003 انفجرت شاحنتين مفخختين في معبدين يهوديين في إسطنبول، ودمرت هذه التفجيرات المعبدين وأسفرت عن سبع وعشرون شخصا أغلبهم من الأتراك المسلمون، وأصابت مالا يقل عن 300 آخرون وقد أعلنت جماعة تركية إسلامية راديكالية تطلق على نفسها اسم فرسان الشرق الإسلامي الأكبر مسؤوليتها عن التفجيرات ولكن السلطات التركية شككت في هذا.

## التفجير الثاني
بعد خمسة أيام من التفجير الأول في 20 نوفمبر انفجرت شاحنتين مفخختين في مقر بنك اتش اس بي سي والقنصلية البريطانية، مما أسفر عن مقتل 30 شخصا واصابة 400 آخرين وقتل العديد من البريطانيين في هذين التفجيرين منهم القنصل العام البريطاني روجر شورت، ولكن أغلب الضحايا كانوا من الأتراك المسلمين